# Theb-ka

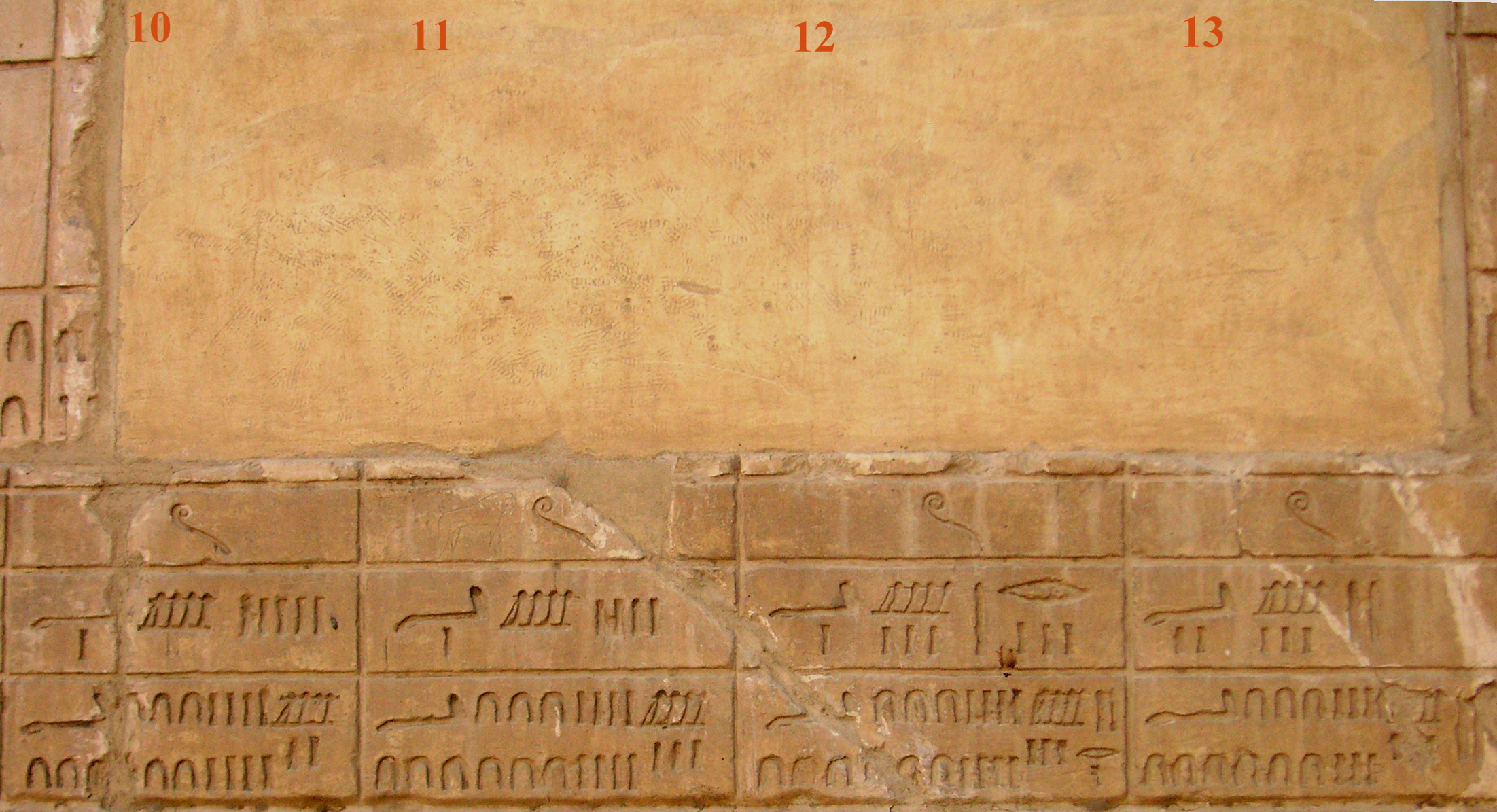
Theb-kas plats, län 12, på "Vita kapellets" vägg i Karnak.

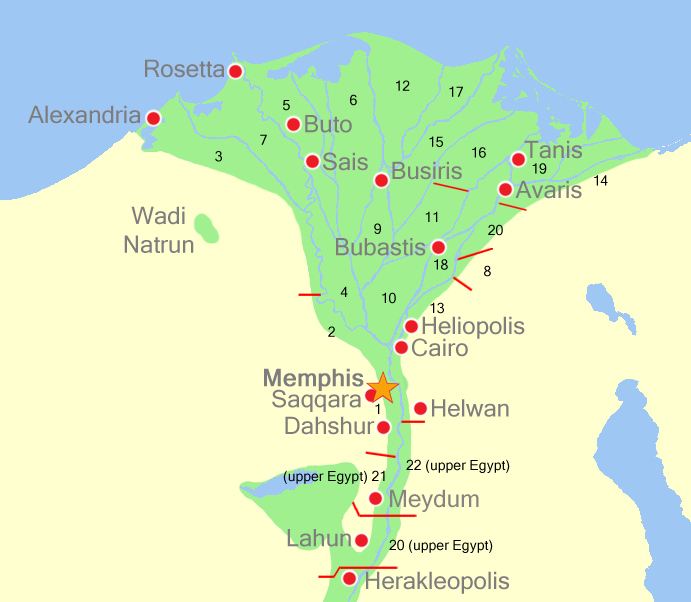
Lägeskarta över nomoi i Nedre Egypten.

Theb-ka ("Kalv med ko", även Theb-netjer) var ett av de 42 nomoi (länen) i Forntida Egypten.
| E3 | E1 · R12 · N24 |

Theb-ka med hieroglyfer

## Geografi
Theb-ka var ett av de 20 nomoi i Nedre Egypten och hade nummer 12.
Länets storlek går ej att utläsa, vanligen var länen cirka 30–40 km långa och ytan beroende på Nildalens bredd eller öknens början. Ytan räknades i cha-ta (1 cha-ta motsvarar 2,75 ha) och längden räknades i iteru (1 iteru motsvarar 10,5 km).
Niwt (huvudorten) var Tjebnutjer/Sebennytos (dagens Samanud) och den övriga större orten var Per-Hebyt (dagens Behbeit el-Hagar).

## Historia
Varje län styrdes av en nomark som officiellt lydde direkt under faraon.
Varje Niwt hade ett Het net (tempel) tillägnad områdets skyddsgud och ett Heqa het (nomarkens residens).
Länets skyddsgud var Anhur och bland övriga gudar dyrkades främst Hatmehit, Isis och Shu.
Idag ingår området i guvernementet ad-Daqahliyya.